# Trombeho stěna

Nákres Trombeho stěny

Trombeho stěna využívající jinou polohu slunce v zimě a v létě: 1 – letní paprsky, 2 – zimní paprsky, 3 – střecha

Trombeho stěna je konstrukce k vyhřívání budovy za pomoci sluneční energie. Je založena na podobném principu jako skleník, tedy na tom, že sklo a vzduch propouští snáze světlo než teplo.

## Funkce
Obvykle má Trombeho stěna podobu černé jižní zdi, před kterou je skleněná bariéra. Černá barva pohltí světlo a vzniklé teplo se částečně akumuluje, částečně předá vzduchu mezi sklem a zdí. Tento vzduch pak přirozeným způsobem cirkuluje do místnosti, s kterou je prostor propojen průduchy u podlahy a u stropu. Během noci jsou průduchy uzavřeny a je předáváno pouze teplo naakumulované zdí.
V létě, kdy je ohřívání místnosti naopak nevhodné, je možné jednak s ohledem na jinou polohu slunce předpřipravit stínicí překryv střechy, jednak je možné uzavřením horních průduchů do místnosti a naopak otevřením horních průduchů zcela ven ohřívat a vysávat vzduch z místnosti — pokud je naopak otevřen někde jinde přístup studeného vzduchu, je takto možné místnost ochlazovat.

## Historie
Patent na tento způsob ohřevu domu pochází u z roku 1881 od Edwarda Morseho, ale využití zpopularizoval až francouzský inženýr Felix Trombe, který také v roce 1964 s architektem Jacquesem Michelem postavil ve francouzském Odeillo solární pec.